# Liste des lacs en Namibie
La liste des lacs en Namibie répertorie la liste non exhaustive des lacs présents sur le territoire de la Namibie.

## Lacs notoires et catégories de lacs présents dans le pays
Le lac Otjikoto est l'un des principaux lacs en Namibie. Elle correspond à une doline d'effondrement dont le fond est plus bas que la nappe phréatique locale. Le lac présente aussi un intérêt historique.

## Liste des lacs
Les lacs saisonniers amandjanga, ohima, ontala, lyuushini, lakaku, shondjambayalala, shoshiyete, cuvelai, shashau, shauhongo, ohalumbu, oshukova, onghwiyuinini, et les reservoirs axis dam, merenskydam, dreihukdam hardap, naute ne sont pas listés.